# Deutz MG 530 C
Die Typenreihe MG 530 C ist eine dreiachsige normalspurige Diesellokomotive mit Gelenkwellenantrieb, die für den mittleren Rangier- und Streckendienst konzipiert wurde. Sie wurde 1963 bis 1967 von KHD gebaut und in verschiedenen Industriebetrieben verwendet. Zum Stand 2025 sind einige Lokomotiven noch vorhanden und im Einsatz. Der Rest wurde augemustert oder ihr Verbleib ist unbekannt.

## Geschichte
Die Bezeichnung MG 530 C bedeutet: Mittellokomotive mit Gelenkwellenantrieb, 530 PS Motorleistung, Achsfolge C. Von diesen Lokomotiven wurden von 1963 bis 1967 insgesamt 32 Lokomotiven gebaut und an die Dortmund-Hörder Hüttenunion, Rheinbraun, GME und einige andere Betreiber geliefert. Die Maschinen haben in der Zwischenzeit ein Alter bis zu 60 Jahren erreicht.

### Rheinbraun
Ein Großabnehmer war Rheinbraun, die mit den neuen Lokomotiven die letzten Dampflokomotiven im Rangier- und Übergabedienst ablösen konnte. Diese wurden mit Rheinbraun-Bezeichnung ausgeliefert. Haupteinsatzgebiet waren die Anschlussbahn der Brikettfabrik Fortuna, wo zwei Lokomotiven eingesetzt wurden, und die Villebahn, wo mit vier Lokomotiven die Dampflokomotiven Rodder 1 bis 5 im Rangierdienst abgelöst werden konnten. Bezeichnet wurden die Lokomotiven als Rheinbraun 471, 472, 473, 475, 476, 478–481. Einige Lokomotiven wurden verkauft wie Rheinbraun 478. Die restlichen Lokomotiven wurden 2003 durch RWE Power übernommen. Ihre weitere Geschichte ist unbekannt.

### Georgsmarienhütte Eisenbahn
Ein weiterer Hauptabnehmer der Lokomotiven war die Georgsmarienhütte-Eisenbahn, die 1965 sieben Lokomotiven bezog und mit GME 2–8 bezeichnete. Auch diese Lokomotiven sollten die Dampflokomotiven ablösen. Die Lokomotive GME 6 wurde 2024 verschrottet, gleichfalls zu einem unbekannten Zeitpunkt auch die GME 4. Die anderen Lokomotiven wurden 2004 durch die GET Georgsmarienhütte Eisenbahn und Transport GmbH übernommen. Ihre weitere Geschichte ist unbekannt.

## Technik
Die als Mittellokomotiven gebauten Maschinen sind Starrahmenlokomotiven mit einem Außenrahmen, die einen etwas außermittig liegenden Mittelführerstand und zwei Vorbauten haben, von denen in der größeren vorderen die Maschinenanlage und hinten die Hilfsbetriebe angeordnet sind. Die Kraftübertragung vom Strömungsgetriebe auf die Achsen erfolgt mittels Gelenkwellen. Die Räder werden mittels oberhalb der Achslager liegenden Blattfedern abgefedert, die Federn der ersten und zweiten Achse sind mit Ausgleichhebel miteinander verbunden. Gesandet werden die mittlere Achse beidseitig, die erste von vorn und die dritte von hinten. Die Lokomotiven haben für ihr Einsatzgebiet spezielle Kuppelmöglichkeiten. Die Fahrzeuge von Rheinbraun haben eine herkömmliche Zug- und Stoßeinrichtung sowie eine Kuppelmöglichkeit für Fahrzeuge mit Mittelpufferkupplung.